# Allisyn Ashley Arm
Allisyn Ashley Arm (Glendale, California; 25 de abril de 1996) es una actriz, escritora, directora y artista estadounidense, reconocida por interpretar a Zora Lancaster en la serie de Disney Sonny with a Chance y So Random!, así como Heather Wilmore en A.P. Bio de NBC. Ella es copropietaria de Watch The Footage Productions y ha estado produciendo desde 2016.

## Biografía
Allisyn Ashley Arm nació el 25 de abril de 1996 en Glendale, California.
Los padres de Allisyn la llevaron a ver varias obras en Los Ángeles y al ver la fascinación de su hija por el escenario, decidieron inscribirla en clases de actuación. Una de sus maestras (Lynne Marks) se convirtió en su representante y la llevó al Buchwald Talent Group, donde la contrataron a pesar de contar con tan solo cuatro años y medio de edad.
Después de esto ella participó en varios comerciales y en el año 2002 apareció en la serie de televisión Strong Medicine (tercera temporada, episodio 2, "Outcomes"). Posteriormente ella ha actuado en varias películas, shows de televisión, producciones de teatro y comerciales (más de 90).
En 2009 ella comenzó su participación en la serie de Disney Disney Channel Sonny with a Chance. Una vez que se terminó la serie de su 2ª temporada, por los problemas de Demi Lovato, ella continuó en el spin-off So Random!, que se emitió en 2011 a 2012.
Ella también prestó su voz para la serie animada Dive Olly Dive donde interpretó a Beth.
A Allisyn le gusta escuchar música, leer libros y escribir historias y sketches.

## Carrera
Allisyn tuvo su primera oportunidad ante las cámaras en un comercial de Bounty que nunca salió al aire. A pesar de esto ella no se desilusionó y continuó su carrera, lo que la llevó a aparecer en 60 comerciales a lo largo de su infancia.
En mayo de 2002, hizo su primera aparición en televisión en la serie Strong Medicine donde interpretó a Wendy Withers. También apareció en las series como Friends donde interpretó a la sobrina de Phoebe; Still Standing y Judging Amy, entre otras.
Entre sus participaciones en películas están Eulogy, Mr. Woodcock con Susan Sarandon y Billy Bob Thornton, El rey de California (King of California) con Michael Douglas y Meet Dave con Eddie Murphy.
En 2008 salió en el videoclip de la canción La La Land de Demi Lovato.
En 2009 Allisyn ingresó a la serie de Disney Channel Sonny with a Chance (Sunny, entre estrellas) interpretando a Zora Lancaster, una niña con una personalidad bastante estrafalaria que suele vivir en los ductos de ventilación; cuando la serie acabó en 2011 ella siguió interpretando a Zora en el spin-off So Random!. La serie se estrenó en Estados Unidos el 5 de junio de 2011, en Latinoamérica el 5 de octubre de 2011 y en España, el 30 de septiembre de 2011. La serie se terminó el 25 de marzo de 2012, y en Latinoamérica el 13 de diciembre de 2012, y en España el 10 de agosto de 2013.
En 2011 Allisyn actuó como estrella invitada en la serie As the Bell Rings, la versión estadounidense de Cuando toca la campana. Ella también apareció en los videos musicales Overloading de Amber Lily con su compañera de So Random! Audrey Whitby en 2011.
En 2014, Allisyn se creó una personalidad de YouTube llamada Astrid Clover. La serie duró 7 años, con más de 350 episodios.
En 2016, Allisyn lanzó su carrera cinematográfica haciendo equipo con Bryan Morrison y Dylan Riley Snyder para crear Watch The Footage Productions. Cuatro de sus primeras seis películas recibieron distribución con Fun Size Horror.
En 2018, Allisyn fue elegida para la serie de comedia de NBC A.P. Bio, quien lo interpreta a una estudiante de secundaria llamada Heather Wlimore.

## Influencias
En una entrevista con la revista People, Allisyn Ashley Arm dijo: "Miro muchas parodias SNL en línea. Amo a Chris Farley y Jim Carrey. Siempre pienso, ¿Qué haría Jim Carrey en esta escena? Él es la mayor inspiración para mi personaje (Zora)."

## Premios
| Año  | Premiación          | Categoría                                                                      | Trabajo             | Resultado |
| ---- | ------------------- | ------------------------------------------------------------------------------ | ------------------- | --------- |
| 2010 | Young Artist Awards | Mejor Actuación en Una Serie de TV (Comedia o Drama) - Actriz Joven de Reparto | Sonny With a Chance | Nominada  |

## Filmografía
- 1998 Cask of Amontillado, The Cask of Amontillado, la hija de Montressor
- 2002 Strong Medicine, Wendy Withers, Episodio: "Outcomes"
- 2003 Miracles, Amelia Wye, Episodio: "Little Miss Lost"
- 2003 Friends, Leslie Buffay, Episodio: "The One Where Ross Is Fine"
- 2003 Judging Amy, Molly Maddox, Episodio: "Ex Parte of Five"
- 2003 10-8: Officers on Duty, Little Wailing Girl, Episodio: "Late for School"
- 2004 Eulogy, la hija de Collin
- 2005 Man of the House, Charlotte Tulaire
- 2005 Still Standing, Ella, Episodio: "Still Holding"
- 2005 Inconceivable, Lexie, Episodio: "To Surrogate, with Love"
- 2006-2009 Dive Olly Dive!, Beth, 33 episodios
- 2006 Vanished, Violet, Episodio: "Warm Springs"
- 2007 Back to You, Kid #1, Episodio: "Gracie's Bully"
- 2007 El rey de California, Miranda (9 años)
- 2007 Greetings from Earth, niña
- 2007 Mr. Woodcock, niña Scout
- 2007 Santa Croce, Alison
- 2008 Disney Channel's Totally New Year, ella misma
- 2008 Meet Dave, niña nerd
- 2008 One, Lisa
- 2009 Disney Channel's Totally New Year 2009, ella misma
- 2009–2011 Sonny With a Chance - Zora Lancaster Coprotagonista (46 episodios)
- 2011-2012 So Random! - Zora Lancaster Coprotagonista (26 episodios)
- 2011-2012 I Have Friends - Amiga 1 (5 episodios)
- 2012-2013 Jake y los piratas del país de Nunca Jamás - Stormy. Voz, recurrente (11 episodios)
- 2013 Body of Proof - Celeste, Episodio: "Committed"
- 2013-2015 AwesomenessTV - Varios personajes, Recurrente, (2 episodios)
- 2013 Little Reaper - Amigas de Little Reaper, Cortometraje
- 2014-2019 Astrid Clover - Astrid Clover (251 episodios), y también como directora (245 episodios)
- 2015 Aimy in a Cage - Aimy Micry
- 2015 I Didn't Do It - Shelley, Episodio: "Drum Beats, Heart Beats"
- 2016 Short Girls Club - Ava, Episodio: "A Short Showcase"
- 2016 Betch! - AAA, Episodio: "A Drunk Sketch Show"
- 2018 No, That's Okay, I'm Good, Ella misma, Episodio: "Alliysn Ashley Arm Matthew Scott Montgomer"
- 2018 Noches con Platanito, Ella misma, Episodio: "Jeff Dye/Allisyn Ashley Arm/Nick Peine/Zulay Henao/Carlos Sanchez/Alta Consigna"
- 2018-2021 A.P. Bio, Heather, Papel recurrente (42 episodios)
- 2020 Seek, Heidi, Cortometraje